# Wilhelmina Geddes

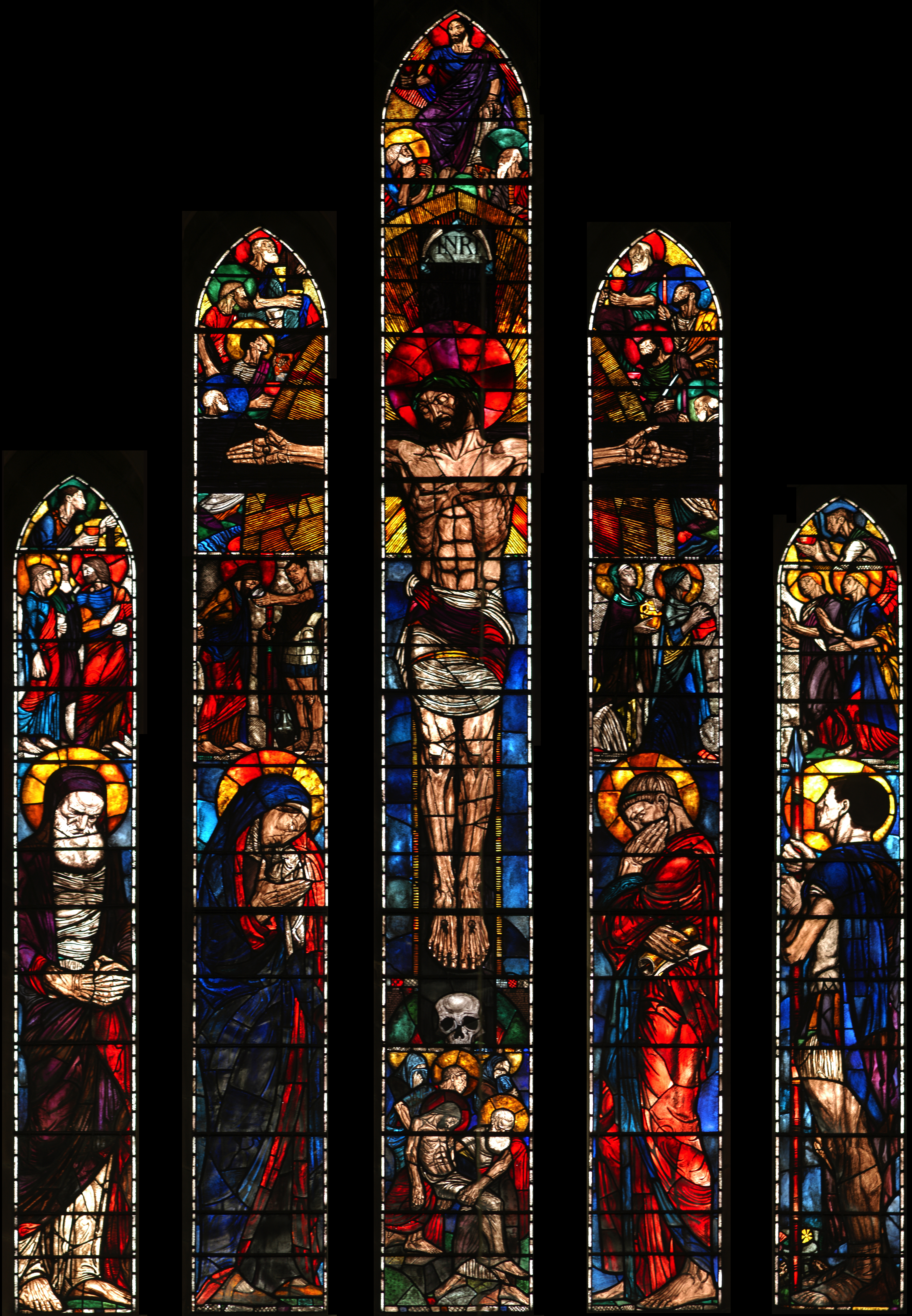
Vitrail créé pour l'église St Luke, Wallsend

Wilhelmina Geddes, née le 25 mai 1887 à Leitrim et morte le 10 août 1955 à Londres, est une artiste irlandaise du vitrail et une figure importante du mouvement irlandais des Arts and Crafts et du renouveau britannique du vitrail du XXe siècle. Parmi les réalisations importantes, citons les vitraux de Saint-Barthélemy à Ottawa, l’église Saint-Pierre de Lampeter, au Pays de Galles, et le vitrail en commémoration du roi Albert, à la cathédrale Saint-Martin, à Ypres en Belgique.

## Biographie

### Jeunesse

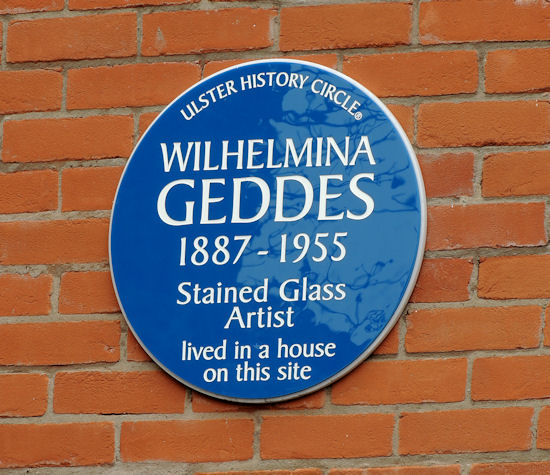
Plaque posée par l'Ulster Historic Society sur la résidence de Geddes à Marlbourough Park South.

Wilhelmina Margaret Geddes est née le 25 mai 1887 dans la ferme de ses grands-parents maternels à Leitrim. Fille de William Geddes (1852-1916) et de son épouse Eliza Jane Safford (1863-1955), elle est la fille aînée de quatre enfants. Sa famille, principalement composée d'agriculteurs, est originaire d'Écosse et émigre en Irlande. Son père, un méthodiste, émigre en Amérique et travaille comme ouvrier pour l'American Railway Union. Revenu en Irlande, il est alors ingénieur de chantier puis entrepreneur en bâtiment. La vie professionnelle de Geddes l'entrainera à Dublin puis à Londres mais elle affirmera plus tard qu'elle a toujours été « une femme de Belfast ».

### Études
Geddes commence à dessiner des sujets de la vie et de la nature dès l'âge de quatre ans. Elle apprend d'abord à dessiner auprès de sa maîtresse d'école à Ayrshire. Elle fait ses études avec ses trois jeunes sœurs au Collège méthodiste de Belfast. Elle est incitée à poursuivre ses études par Rosamond Praeger, une sculptrice du comté de Down. Elle étudie à la Belfast School of Art de l'Université d'Ulster. C'est là qu'elle améliore son style et accède à un niveau professionnel.

### Carrière
Au cours de ses études, Geddes soumet à la quatrième exposition de la Arts and Crafts Society of Ireland une illustration aux couleurs éclatantes qu'elle a executé pour le livre Cendrillon Dressing the Ugly Sister  ( Dublin City Gallery ). C'est à ce moment-là que Sarah Purser, une peintre bien établie à la recherche d'étudiants prêts à s'initier à l'art du vitrail la découvre. Sarah Purser l'invite à la rejoindre à Dublin, sous la direction de l'artiste de vitraux William Orpen. Sarah Purser sera.son mentor tout au long de sa vie.
En 1910, Geddes rejoint Purser au célèbre atelier de vitrail An Túr Gloine à la Metropolitan School of Art de Dublin. Elle y découvre sa passion pour l'artisanat du vitrail et crée ses œuvres les plus importantes.
Dès ses premières années à An Túr Gloine, l'originalité de Geddes est évidente. Elle reçoit d'importantes commandes de l'église St Ann de Dawson Street et de l'église presbytérienne de Rathgar.
En 1925, elle travaille à Londres à l'atelier de vitrail de Fulham à Londres, comme elle l'a longtemps rêvé.
Son travail est considéré comme pionnier et rejette l'approche victorienne tardive. Elle représente les hommes rasés de près. « La musculature et la tension de ses portraits correspondent à la conception radicale de ses compositions ». Ses travaux à petite échelle à Wallasey (Lancashire) et Wallsend (Northumberland), ou les fenêtres de mémorial de guerre dans les églises de campagne ne cèdent en rien aux projets ambitieux, comme à la cathédrale d'Ypres.
Malgré les difficultés de la vie à Londres pendant la Seconde Guerre mondiale, la pauvreté et ses soucis de santé, Geddes « concevra dix-sept chefs-d'œuvre à grande échelle, dont seize qu'elle a achevés ».

### Œuvres principales

#### Vitrail du monument aux morts, église Saint-Barthélemy, Canada 1919
Commandée par le prince Arthur, duc de Connaught en 1916, et dévoilée par S.A.R le Prince de Galles, il s'agit d'une pièce commémorative représentant des images d'hommes et de femmes en deuil. L'artiste utilise des couleurs primitives, les plus marquantes étant le jaune et le noir. Pour un critique, les couleurs utilisées « donnent à la fenêtre de la puissance et du drame tandis qu'un dessin fort et expressif fait ressortir le sens de l'action et l'expression du visage ». Irish Life présente le vitrail comme « l'un des triomphes artistiques de ce siècle » et la publie en couverture de Noël en 1919. Cette œuvre est accomplie à An Túr Gloine, la verrerie de Sarah Purser, à Dublin.

#### Vitrail Saint-Gabriel, All Saints Church, Blackrock, comté de Dublin, 1925
Commandée par le chanoine Henry Dobbs, aumônier des forces armées, cette pièce, avec deux autres vitraux, saint Michel et saint Raphaël, est un don des paroissiens pour commémorer les victimes de la Première Guerre mondiale de la congrégation. Gabriel se tient dur et solide, affichant un visage de guerrier. Il porte un manteau bleu et blanc, qu'il enroule autour de lui. Dans ses mains, il tient une branche qui lui a été donnée au paradis et un miroir gravé d'un « x », qui signifie Christ en grec. Geddes représente l'ange avec un halo rouge. En 1996, saint Gabriel et saint Raphaël sont réunis sur le mur sud de l'église.

#### Vitrail de Lampeter, église Saint-Pierre, Lampeter, Pays de Galles, 1943
Commandée en 1937 par Sir George Arthur Harford en mémorial à son père, Sir John Charles Harford, il s'agit de la dernière œuvre monumentale de Geddes. Elle mesure 6 mètres de haut sur plus de 3 mètres de large. La santé déclinante de Geddes et les interruptions de la guerre retardent son achèvement jusqu'en 1943, et son installation jusqu'en 1946. Elle peint les personnages sur verre avec une clarté incroyable et une riche utilisation de la couleur. Les trois personnages dominants représentés dans cette pièce sont le Christ, Saint Pierre et Saint André. Ces personnages sont décrits comme étant occupés par des pensées au-delà des « soucis mortels ». Selon Geddes elle-même, le sujet est « La prophétie d'Esaïe » et « L'appel de Pierre et André ». Le Christ est la figure centrale et se dresse plus grand que Saint Pierre et Saint André. Le Christ tient entre ses mains une église byzantine en pierre rose et or sur un rocher, symbolisme faisant référence à un verset biblique, dans Matthieu 16: 16-19.

### Décès
Elle meurt le 10 août 1955 à Londres, d'une embolie pulmonaire.[réf. nécessaire] Elle est enterrée dans le cimetière de Carnmoney dans le comté d'Antrim avec sa mère et sa sœur.

## Vitraux
- Ange de la résurrection, église St Ninnidh, comté de Fermanagh, en Irlande du Nord, 1912
- Memorial Seaman, église St Molaise, Monea, Irlande du Nord, 1913
- Foi, Espoir et Charité, église presbytérienne, Belfast, Irlande du Nord, 1913-1914
- Memorial Dooner, église St Ann, Dublin, Irlande, 1913
- Memoria Margeret Horridge, église Holy Trinity, Southport, Lancashire, 1914
- Moorehouse Memorial, cimetière Karori, Karori, Nouvelle-Zélande, 1914
- Memorial Stewart, Presbyterian Christ Church, Dublin, Irlande, 1914-1916
- Memorial Reed, église Sainte-Anne, Dublin, Irlande 1916
- Memorial Cuthbert, Presbyterian Assembly Hall, Belfast, 1916
- Monument aux morts, église Saint-Barthélemy, Ottawa, Canada 1919
- Crucifixion, église Saint-Luc, Wallsend, Tyne & Wear, 1922
- St Patrick et Colomba, Larne, comté d'Antrim, Irlande du Nord, 1923
- Saint Brendan, église Currane, Achill, comté de Mayo, Irlande, 1924
- Mémorial Belfour, église All Saints, Laleham, Middlesex, Angleterre, 1925
- Le sort des enfants de Lir, Ulster Museum, Belfast, 1929-30
- Mémorial Sargent, église St Michael, Northchapel, West Sussex, 1930
- Memorial Wheeler, église St Lawrence, Otterden, Kent, Angleterre, 1933
- Memorial Crichton, Egremont Presbyterian Church, Wallasey, Lancashire, 1934
- Mémorial du roi Albert, cathédrale Saint-Martin, Ypres, Belgique, 1938
- Mémorial de Harford, église St Peter, Lampeter, Pays de Galles, 1943
- Vierge à l'enfant, All Hallows, Greenford, Londres, 1953-1954 [1]